# Radiospongilla hispidula
Radiospongilla hispidula är en svampdjursart som först beskrevs av Racek 1969.  Radiospongilla hispidula ingår i släktet Radiospongilla och familjen Spongillidae. Inga underarter finns listade i Catalogue of Life.